# Ecnomina trulla
Ecnomina trulla är en nattsländeart som beskrevs av Arturs Neboiss 1982. Ecnomina trulla ingår i släktet Ecnomina och familjen trattnattsländor. Inga underarter finns listade i Catalogue of Life.